# بيت السراج (ملحان)

تعديل مصدري - تعديل

بيت السراج هي إحدى قرى عزلة الروضة بمديرية ملحان التابعة لمحافظة المحويت، بلغ تعداد سكانها 232 نسمة حسب تعداد اليمن لعام 2004.